# Joseph Strebel

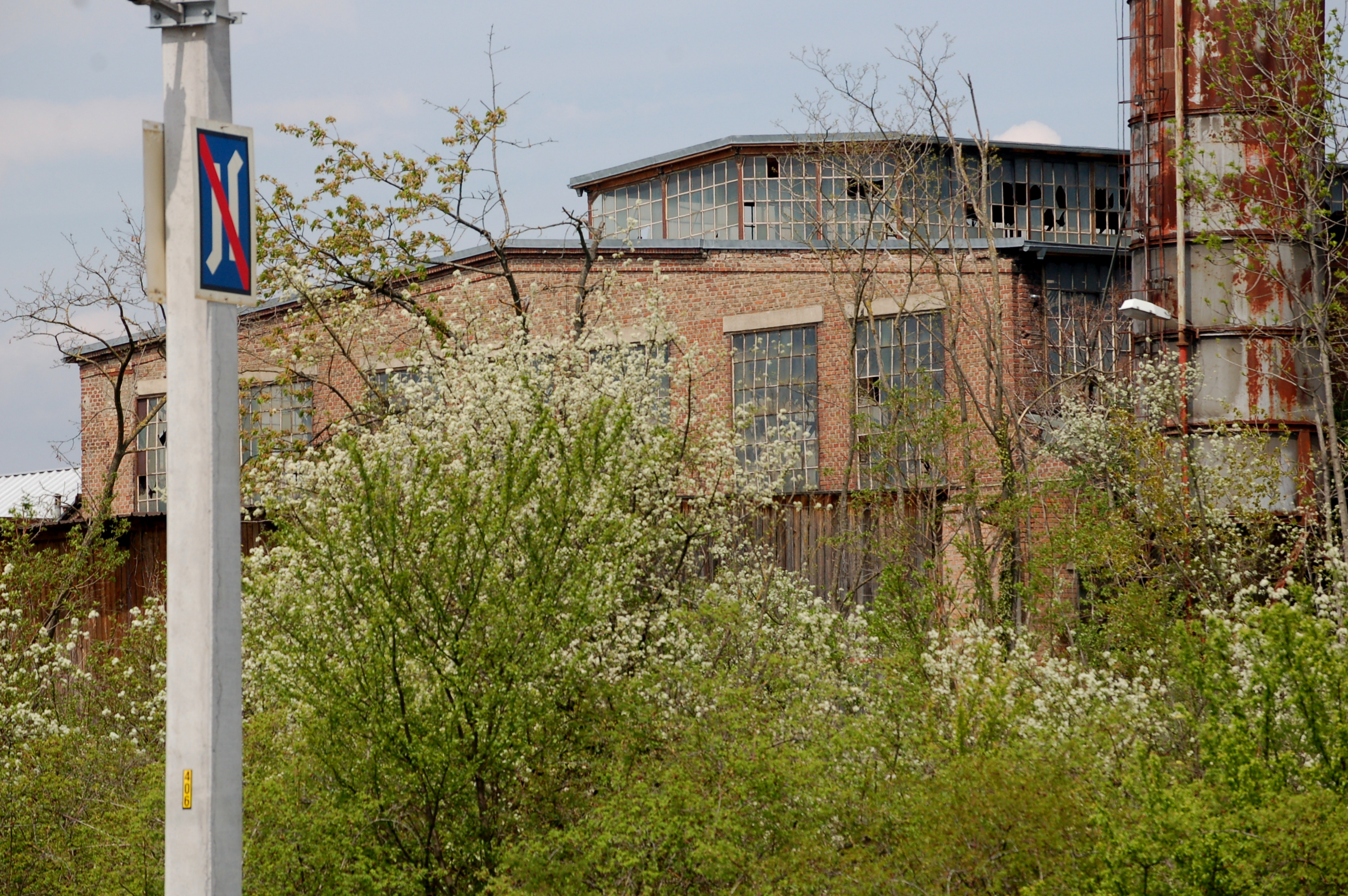
Strebel-Halle in Wiener Neustadt

Joseph Strebel (* 30. März 1851 in Bamberg; † 28. Dezember 1897 in Hamburg) war ein deutscher Ingenieur, Erfinder und Unternehmer. Strebel war Wegbereiter der Heizungskesselfertigung.

## Leben
Der unternehmerische Erfolg von Otto Krebs geht auf eine Erfindung des Ingenieurs Joseph Strebel zurück, der 1893 ein Patent für einen „Glieder-Heizkessel“ (Gegenstromgliederkessel-D.R.P. Nr. 76582) erhalten hatte. Strebel meldete 1893 seine Erfindung zum Patent an. Seine Neuheit leistete einen Beitrag zur Erfolgsgeschichte der Firma Buderus, auch wenn sich ab 1896 die Lage des Unternehmens zunächst zuspitzte.
Eine solche Konstruktion bot zwei Vorteile: Zum einen konnte der Kessel aus einzelnen Gliedern je nach gewünschter Heizleistung zusammengesetzt werden, was den Fertigungsaufwand beträchtlich reduzierte. Zum anderen war es nun leichter, Heizkessel in die dafür vorgesehenen Kellerräume zu schaffen. Das Unternehmen selbst, das unter diesem Namen noch heute existiert, gibt an, Strebel habe am 23. Dezember 1893 ein Patent für einen „Gliederkessel mit O-förmigen Elementen und Heizkanälen“ erhalten, das die Heiztechnik revolutioniert habe. Das von Strebel entwickelte Dreizugprinzip garantiere in Verbindung mit dem feuerbeständigen Spezialgusseisen GG-20 beste Wirkungsgrade bei niedrigsten Emissionen. Die nach Strebel modularen gebauten Gussheizungen hatten eine Lebensdauer von 40 bis 50 Jahren. Der wassergekühlte Brennrost reduzierte die Wartung einer solchen Anlage auf ein Minimum. Seine Erfindung wurde ein internationaler Erfolg.
Otto Krebs erweiterte schließlich die 1899 gegründeten Strebelwerke, die 1900–1906 in Mannheim die Großserienfertigung begann und Zentralheizungen herstellte. Krebs war Strebels erster Geschäftsführer. Strebel war Mitinhaber der Hamburger Firma Rudolf Otto Meyer. Strebel lernte in Amerika die gusseisernen Gliederkessel kennen. 1974 meldete die Firma Konkurs an. Sie ging 1993 an die österreichische Firmengruppe GEBE.